# Suhoi Su-11
Suhoi Su-11 (nume de cod NATO: Fishpot-C) a fost un avion interceptor folosit de Uniunea Sovietică în anii '60.

## Proiectare și dezvoltare
Avionul Su-11 a fost o versiune îmbunătățită a avionului interceptor Suhoi Su-9 ("Fishpot"), care a fost dezvoltat în paralel cu bombardierul de luptă Su-7 cu aripă întinsă. Recunoscând limitele fundamentale a avionului Su-9, Biroul Suhoi a început lucrul asupra avionului Su-11, care a zburat pentru prima dată în 1961 sub denumirea de prototipul T-47.
Avionul Su-11 împărtășea aripa delta, coada de avion întinsă și fuzelajul în formă de țigară a avionului Su-9, ca și priza de admisie a aerului circulară, dar a avut un vârf mai lung pentru a acomoda radarul mult mai puternic "Oryol" (Vultur; numele de cod NATO: Skin Spin).
Un motor turboreactor mult mai puternic Liulka AL-7F-1 a fost instalat, furnizând cu 9,8 kN mai multă contrapresiune pentru înălțime îmbunătățită și performanță de mare altitudine.
Avionul Su-11 poate fi distins de Su-9 de țevile de combustibil externe deasupra fuzelajului, din partea carlingii.

## Istoricul operațiunilor
Problemele și accidentele de dezvoltare au întârziat introducerea în escadrilă în cadrul Aviației Sovietice/Apărării Antiaeriene Sovietice până în 1964 și numai un număr mic de avioane a fost livrat.
Chiar și cu radar superior, avionul Su-11 depindea mult de intercepția cu control de la sol pentru a ghida pilotul avionului la ținte.